# Renata Zwoźniakowa
Renata Prawdzic-Rudzka Zwoźniakowa (ur. 8 grudnia 1932 w Łodzi, zm. 6 stycznia 1997) – polska pisarka i krytyk teatralny, przedstawicielka małego realizmu. Żona polskiego historyka i dziennikarza Zdzisława Zwoźniaka.
Absolwentka KUL. Jako eseistka i krytyk teatralny była wzorem postawy moralnej intelektualisty w czasach PRL, a w jej domu skupiały się w czasie stanu wojennego niezależne środowiska twórcze. Jej twórczość zebrano w tomie "Liście laurowe i bobkowe".
Zmarła 6 stycznia 1997 roku na raka gardła, po dziewięciu miesiącach walki o życie.

## Nagrody
W 1996 roku otrzymała nagrodę Zarządu Regionu „Solidarności” za „książkę roku”, a katowicki Oddział SDP przyznał jej nagrodę specjalną za wybitne humanistyczne walory jej publikacji i ideowo-moralną postawę.

## Upamiętnienie
- Jedna z ulic w Katowicach została nazwana jej imieniem.

## Literatura
- Renata Zwoźniakowa, Liście laurowe i bobkowe, wyd. EGO Stowarzyszenie Pisarzy Polskich 1996.